# Среща на Елба
Срещата на Елба е епизод от Втората световна война, когато на 25 април 1945 г. съветските и американските войски се срещат при река Елба, близо до Торгау в Германия, отбелязвайки важна стъпка към края на войната в Европа. В резултат на срещата остатъците от германските въоръжени сили са разделени на 2 части – северна и южна.
Първият контакт между американските и съветските патрули се осъществява близо до Щрела, след като американски 4-членен разузнавателен взвод прекосява река Елба с лодка, воден от лейтенант Алберт Коцебу. На източния бряг те се срещат с части от съветски гвардейски стрелкови полк от Първи украински фронт под командването на подполковник Александър Гордеев. Същия ден друг патрул под командването на втори (младши) лейтенант Уилям Робъртсън с Франк Хъф, Джеймс Макдонел и Пол Стауб се срещат със съветски патрул, командван от лейтенант Александър Силвашко на разрушения мост над Елба в Торгау.
На 26 април командирът на 69-а пехотна дивизия от Първа армия Емил Райнхард и командирът на 58-а гвардейска стрелкова дивизия от 5-а гвардейска армия Владимир Русаков се срещат в Торгау, югозападно от Берлин. На 27 април пред фотографи е отбелязана срещата между съветската и американската армия. Същата вечер съветското, американското и британското правителство публикуват едновременни изявления в Лондон, Москва и Вашингтон, потвърждавайки решимостта на трите съюзнически сили да завършат унищожението на Третия райх.